# Festival „Cerbul de Aur“

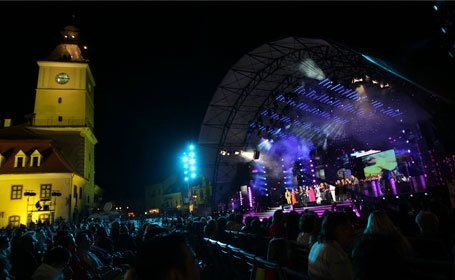
Festivalbühne

Das Festival „Cerbul de Aur“ (deutsch: Festival "Goldener Hirsch") ist ein renommiertes rumänisches Musikfestival mit Gesangswettbewerb, das jährlich in Brașov stattfindet.

## Geschichte
Das Festival „Cerbul de Aur“ wurde 1968 zum ersten Mal veranstaltet, aber nach 1971 von der kommunistischen Führung verboten. Nach dem Fall des Kommunismus wurden ab 1992 neue Ausgaben organisiert. Zwischen 2010 und 2017 wurde das Festival aufgrund fehlender finanzieller Mittel pausiert. Seit 2018 findet es wieder jährlich im Sommer statt. Die Konzerte werden vom rumänischen Fernsehsender TVR1 live übertragen.
Zu prominenten Künstlern, die während des Festivals auftraten, gehörten: Josephine Baker, Dalida, Diana Ross, Amália Rodrigues, Julio Iglesias, Enrico Macias, Connie Francis, Rika Zarai, Rita Pavone, Bobby Solo, Hugues Aufray, Sergio Endrigo, Alain Barrière, Massiel, Charles Trenet, Tereza Kesovija, Gigliola Cinquetti, Juliette Gréco, Udo Jürgens, Lola Novaković, Gilbert Becaud, Caterina Caselli, Caterina Valente, Sheryl Crow, Edith Pjecha, Tom Jones, Vaya Con Dios, Coolio, Christina Aguilera, Kenny Rogers, Ricky Martin, The Kelly Family, Jerry Lee Lewis und Patricia Kaas.

## Wettbewerb
| Ausgabe                                 | Jahr | Gewinner                   | 1. Platz      | 2. Platz                  | 3. Platz         | Abschnitt Große Künstler |
| --------------------------------------- | ---- | -------------------------- | ------------- | ------------------------- | ---------------- | --- |
| 19                                      | 2019 | Eliza G.                   | Sara de Blue  | Ralphs Ellands            | Monika Marija    | Ștefan Bănică Jr., Irina Rimes, Emeli Sandé, Ronan Keating, Zoli Toth Project, Laura Bretan, Ester Peony, Olivier Kaye, We Will Rock You, Corina Chiriac, Viktor Lazlo, Gabi Luncă, Loredana Groza, Lidia Buble, Alexandra Ungureanu, Ionuţ Ungureanu, Gheorghe Zamfir, Valentin Boghean, Paula Seling, Rodica Anghelescu |
| 18                                      | 2018 | Inis Neziri                | Olivier Kaye  | Antonia Gigovska          | Kelly Joyce      | Nicole Scherzinger, Edvin Marton, Eleni Foureira, James Blunt, Amy Macdonald, Gigliola Cinquetti, Andra, Carla's Dreams, Delia Matache, Loredana Groza, The Motans, Flavius & Linda Teodosiu, Paulo Bragança, The Humans, Horia Brenciu                                                                                   |
| Festival not held between 2010 and 2017 |      |                            |               |                           |                  | |
| 17                                      | 2009 | Antonino                   | The Marker    | Ovi Jacobsen              | -                | Steve Vai, Tiziano Ferro, Hot Chocolate |
| 16                                      | 2008 | Răzvan Krivach             | Biondo        | Toni Poptămaş & Desperado | -                | Ruslana, Simply Red, IRIS, Ștefan Bănică Jr., Mircea Baniciu, Luminița Anghel, Paula Seling |
| Pause zwischen 2006 und 2007            |      |                            |               |                           |                  | |
| 15                                      | 2005 | Linda Valori               | Vanessa Quai  | Andra                     | Olivia Lewis     | Natalie Imbruglia, Joe Cocker, O-Zone |
| 14                                      | 2004 | Eleanor Cassar             | Slang         | Anri Jokhadze             | Analia Selis     | Pink, Thomas Anders, Nino D'Angelo |
| 13                                      | 2003 | Sha Baoliang               | Sister K      | Nico                      | Kaffe            | Ricky Martin, Simple Minds, Holograf, Vama Veche |
| 12                                      | 2002 | Paula Seling               | Mike Peterson | Millenium                 | -                | The Kelly Family, Boyz II Men, Scorpions, T.A.T.u. |
| 11                                      | 2001 | Proconsul                  | -             | -                         | -                | INXS, UB40, Cyndi Lauper, Holograf, Ștefan Bănică Jr., 3rei Sud Est |
| Pause zwischen 1998 und 2000            |      |                            |               |                           |                  | |
| 10                                      | 1997 | Meiske Shakila Sherhalawan | -             | -                         | -                | Diana Ross, Sheryl Crow, Big Mountain, Masterboy, Thérèse Steinmetz, Gheorghe Zamfir, Dan Spătaru, Christina Aguilera |
| 9                                       | 1996 | Monica Anghel              | Garrett Wall  | Brenda K. Starr           | Yeşim Dönüş Işın | Tom Jones, Coolio, Vaya Con Dios, Soul II Soul, MN8, La Bouche |
| 8                                       | 1995 | Cramps in The Leg          | Luo Zongxu    | Jan Werner                | Eka Deli         | Status Quo, The Temptations, Kenny Rogers, MC Hammer, Belinda Carlisle, 2 Unlimited |
| 7                                       | 1994 | Worthy Davis               | -             | -                         | -                | James Brown, Ray Charles, David Palmer, Commodores, Paul Young, Boy George, Culture Beat |
| 6                                       | 1993 | Arina Commodores           | -             | -                         | -                | Kylie Minogue, Jerry Lee Lewis, Dionne Warwick, Toto Cutugno |
| 5                                       | 1992 | Trie Utami                 | -             | -                         | -                | Patricia Kaas, Sister Sledge, Johnny Logan, Linda Martin, Riccardo Fogli, Angela Similea, Doina and Ion Aldea Teodorovici |
| Pause zwischen 1972 und 1991            |      |                            |               |                           |                  | |
| 4                                       | 1971 | Ann-Louise Hanson          | -             | -                         | -                | Thérèse Steinmetz, Charles Trenet, Sergio Endrigo, Enrico Macias, Alain Barrière, Dalida, Doina Badea |
| 3                                       | 1970 | Thérèse Steinmetz          | -             | -                         | -                | Connie Francis, Josephine Baker, Memphis Slim, Julio Iglesias, Marie Laforêt, Raphael, Doina Badea |
| 2                                       | 1969 | Luminița Dobrescu          | -             | -                         | -                | Juliette Gréco, Cliff Richard, Udo Jürgens, Gigliola Cinquetti, Ilinca Cerbacev, Margareta Pâslaru |
| 1                                       | 1968 | Jacques Hustin             | -             | -                         | -                | Rita Pavone, Gilbert Bécaud, Amália Rodrigues, Caterina Caselli, Bobby Solo, Cliff Richard, Constantin Drăghic |